# CTAN
CTAN è la sigla di Comprehensive TEX Archive Network.
È il sito web di riferimento da cui scaricare materiale e software relativo al sistema di tipografia digitale TEX. I siti di altri progetti, quali la distribuzione di TEX MiKTeX, offrono un servizio di mirror della maggior parte del materiale contenuto in CTAN.
L'archivio del materiale per Perl, CPAN si basa sullo stesso modello di CTAN.

## Storia[1]
Prima di CTAN c'era una quantità di persone che rendevano disponibile materiale per TEX al fine di scaricarlo, ma mancava una collezione sistematica. Durante una discussione pubblica organizzata da Joachim Schrod durante la conferenza EuroTeX del 1991, venne ventilata l'idea di integrare le collezioni separate in una unica (Joachim fu coinvolto poiché gestiva uno dei server FTP più grandi della Germania all'epoca).
CTAN fu messo in opera nel 1992, da Rainer Schöpf e Joachim Schrod in Germania, Sebastian Rahtz nel Regno Unito e George Greenwade negli USA (quest'ultimo ebbe l'idea del nome). La struttura del sito venne impostata all'inizio del 1992 — Sebastian fece il grosso del lavoro — e sincronizzata all'inizio del 1993. Il TeX Users Group fornì una struttura, un gruppo di lavoro tecnico, per l'organizzazione di questi compiti. CTAN venne annunciato ufficialmente alla conferenza EuroTeX di Aston nel 1993.
I siti tedesco e britannico sono stati stabili sin dall'inizio, ma il sito statunitense è stato spostato due volte. Dopo aver iniziato alla Sam Huston State University sotto George Greenwade, nel 1995 si spostò all'UMass Boston dove era gestito da Karl Berry. Nel 1999 si spostò nella sua sede attuale al Saint Michael's College di Colchester, Vermont.